# Toxodon

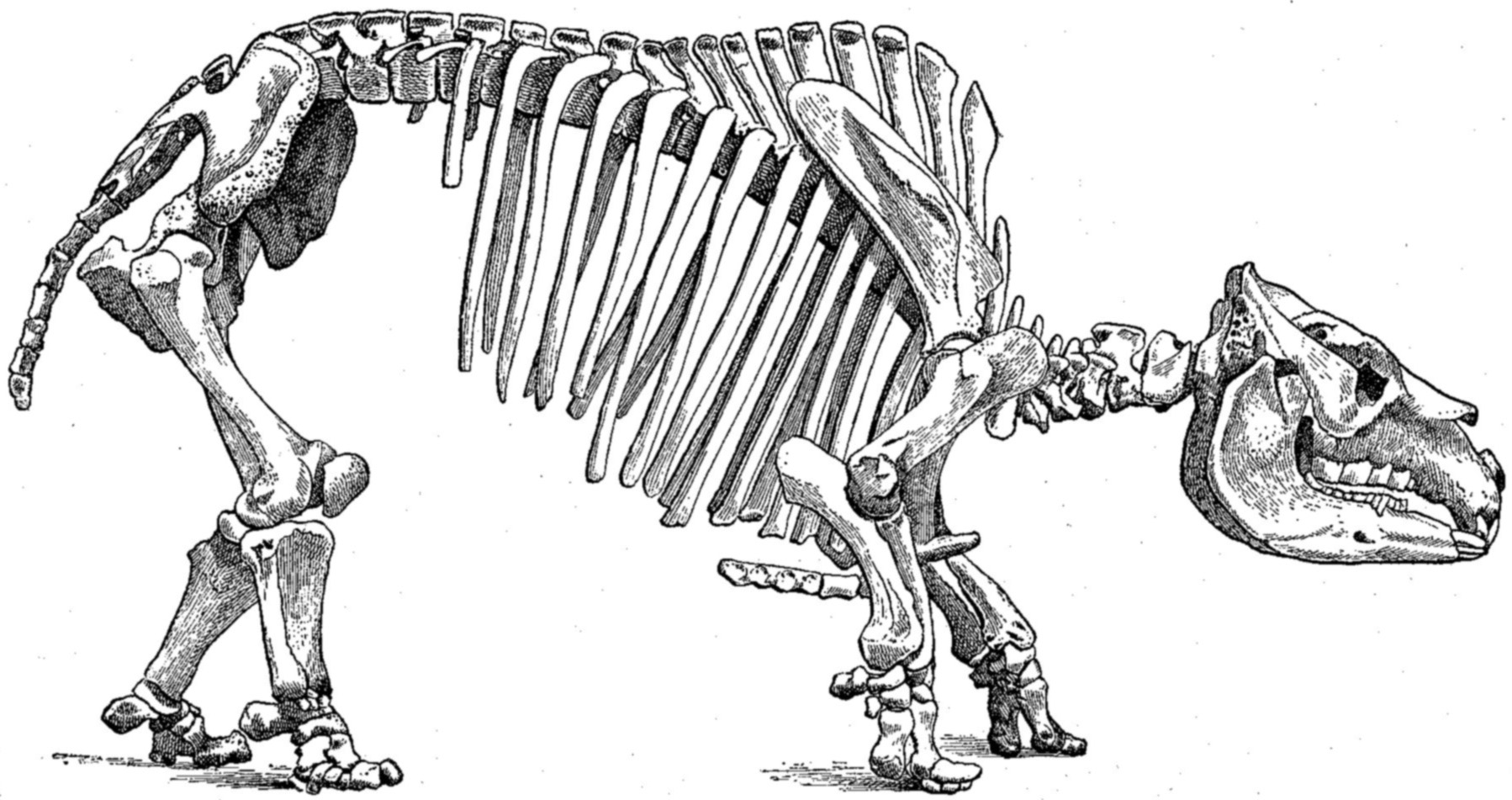
Esqueleto de toxodón.

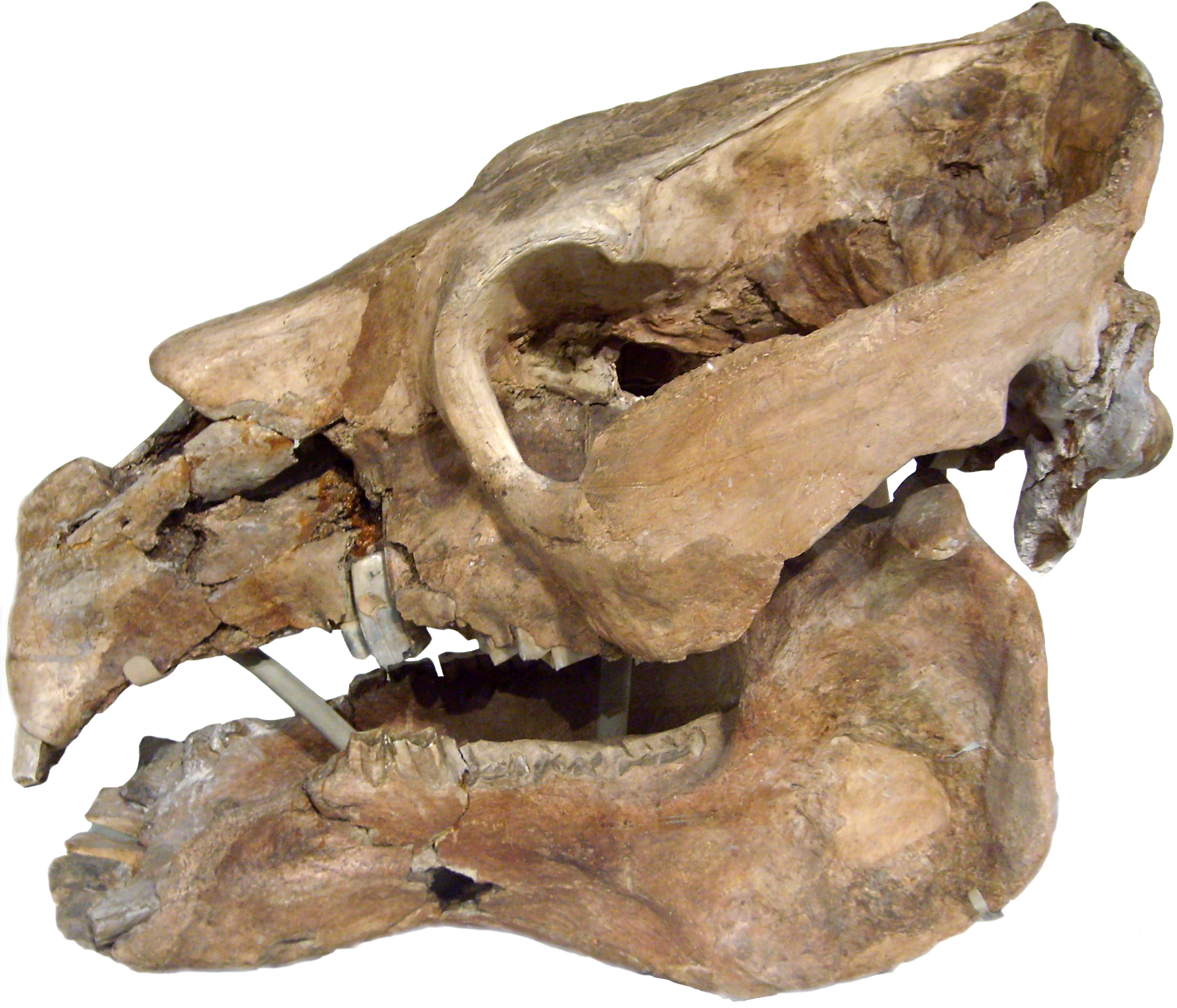
Cráneo de toxodón, Zoologisk Museum, Copenhague.

Toxodon (del griego τοξον (toxon), "arco", y δόντι (dóntis), "diente": "diente curvado" o "en forma de arco") es un género de mamíferos extintos de la familia Toxodontidae, del suborden de los Toxodonta, del orden Notoungulata perteneciente a los meridiungulados. Su nombre científico suele castellanizarse como toxodonte y en plural toxodontes.

## Generalidades
Su nombre significa "diente curvado" o "en forma de arco".
Son mamíferos originarios de Sudamérica, que evolucionaron independientemente en lo que entonces era una isla-continente. Los ungulados sudamericanos proporcionan un caso de aislamiento geográfico tan notable como el de los marsupiales en Australia.
La radiación adaptativa de los ungulados paleocenos de América del Sur fue precoz y rápida, lo que dificulta encontrar un modelo filogenético lo suficientemente explicativo. Procedentes de pequeños y primitivos animales herbívoros sin competidores, evolucionaron independientemente y aislados del resto de los ungulados durante casi todo el extenso periodo del Cenozoico.
Se propuso que Toxodon tenía hábitos anfibios pero la posición de la cabeza bajo la cruz desmiente esta posibilidad. Su esqueleto muestra parecido con la familia de los bóvidos 
y una grupa similar a la del bisonte, como su pariente Nesodon, al que supera en tamaño.
Análisis de secuencias de colágeno obtenidas de Toxodon y del litopterno Macrauchenia dieron como resultado que los ungulados nativos de Suramérica conforman el grupo hermano de los perisodáctilos, lo que los convierte en ungulados verdaderos y miembros de los laurasiaterios.

## Características
Los toxodontes alcanzan el tamaño de un hipopótamo y probablemente compartían sus hábitos. 
Con respecto a sus dientes, los incisivos superiores están muy arqueados, son sumamente fuertes y solamente la cara externa lleva una capa de esmalte, mientras que los inferiores, muy achatados, de disposición horizontal y gran expansión lateral, le dan a la parte anterior de la mandíbula el aspecto de una gigantesca espátula.
El cuerpo era pesado, con forma de barril, apoyado sobre patas cortas y robustas. Las patas plantígradas, con tres dedos ungulados, eran no obstante, bastante pequeñas. Como las traseras eran más largas que las delanteras, el cuerpo se inclinaba hacia adelante, a la altura de los hombros. 
El cráneo es muy largo en relación con la altura. La parte anterior de la cabeza era ancha, los labios eran con toda probabilidad prensiles y le servían para recoger el pasto, presentando por convergencia evolutiva una similitud con los actuales rinocerontes negros. Justo por detrás del hocico, el cráneo se estrechaba, como en el rinoceronte, y después se volvía a ensanchar. Los arcos cigomáticos son de gran tamaño. Podían alimentarse de la vegetación dura y correosa de los árboles, las pampas y las estepas semidesérticas.
Los dientes indican que Toxodon era una mezcla de ramoneador y comedor de hierba, que cortaba y masticaba la dura hierba de la pampa, pero también se alimentaba de follaje.
Los toxodontes han sido comparados con los hipopótamos, quizás por el hecho de poseer extremidades algo cortas y grandes dientes frontales. Sin embargo, la presencia de adaptaciones especiales en la rodilla de estos animales sugiere que se trata de animales terrestres, habitantes de espacios abiertos. Aparentemente, las adaptaciones del cráneo y la dentadura de los toxodontes surgieron como respuesta al consumo de pastos, pero después les permitieron adaptarse a una dieta vegetariana más generalista, es decir, podían consumir una amplia variedad de alimentos. Los últimos toxodontes desaparecieron hace unos 12000 años, en las famosas extinciones de la megafauna pleistocénica.

## Extinción
Vivieron desde hace 2,6 millones de años hasta hace 16 500 años. Probablemente fue el ungulado más abundante en el subcontinente sudamericano, siendo uno de los pocos meridiungulados que sobrevivió y prosperó tras el gran intercambio americano.

## Descubrimiento
Fue el primer mamífero sudamericano fósil endémico en ser descrito. Fue descrito por Sir Richard Owen en 1837, a partir de un cráneo adquirido en 1833 por Charles Darwin por 18 peniques a lugareños de Colonia del Sacramento (Uruguay), y una mandíbula gastada extraída en Bahía Blanca (Argentina), durante aquel mismo viaje en el HMS Beagle.

### El fraude del «fémur de toxodon flechado»
En 1914 se publicó el hallazgo de un fémur de Toxodon que tenía una supuesta punta de flecha incrustada, punta de flecha que no se mencionó durante la excavación. Posteriormente se demostró que no era una punta de flecha, sino una raedera fragmentada de una industria lítica de no más de 6500 años, muy posterior a los cerca de tres millones de años de los sedimentos que contenían los fósiles. Asimismo se comprobó que la incrustación no era perimortem, sino posterior al inicio de los procesos de fosilización: un presunto fraude por parte del descubridor o persona próxima a las excavaciones para demostrar que aquellos animales fueron cazados por el ser humano.
En los años siguientes al hallazgo del fémur se encontraron otros elementos de industria lítica en el mismo yacimiento, pero fueron puestos en duda en aquel momento por algunos arqueólogos, pues se encontraron indicios de haber sido enterrados allí a propósito, para reforzar el primer engaño.